# Dialectos del idioma español en México

Dialectos hablados en México

Los dialectos del idioma español en México comprenden un vasto conjunto de variedades lingüísticas derivadas del español mexicano. Estos dialectos se caracterizan por diferencias en el vocabulario, la gramática y las pronunciaciones.
El análisis de las variantes regionales se remonta a 1965, gracias a los esfuerzos de Pedro Henríquez Ureña, quien introdujo un enfoque más detallado y profundo sobre la realidad lingüística de México, lo que permitió una mejor comprensión de las variantes dialectales del español en ese país.[cita requerida]

## Principales zonas dialectales
El análisis dialectal de México divide el territorio en seis grandes zonas dialectales, en algunos autores se distinguen ocho:
- El Noroeste.- Chihuahua, Baja California, Baja California Sur, Sonora, Sinaloa, Nayarit y una pequeña parte de Durango.
- Medio Septentrional.- Durango, Coahuila, Nuevo León, el norte de Tamaulipas y una pequeña parte de Chihuahua.
- Centro.- Ciudad de México, Estado de México, Puebla, Tlaxcala, Hidalgo, Morelos, Querétaro y las tierras altas de Veracruz.
- El Bajío.- Aguascalientes, Querétaro, Guanajuato, San Luis Potosí y Zacatecas.
- El Occidente.- Abarca las entidades de Jalisco, Michoacán, Colima, Sinaloa, parte de Guanajuato y Guerrero (aunque este último debido a su ubicación también cuenta con zonas dialectales pertenecientes a la Costa o el Sur).
- La Costa.-  La Costa de Atlántico abarca los estados de Tabasco, Campeche, las tierras bajas de Veracruz y el sur de Tamaulipas, mientras que del costa del Pacífico abarca los estados de Guerrero y Oaxaca.
- Tabasco.- Tabasco y Veracruz.
- Yucatán.- Campeche, Yucatán y Quintana Roo.
- Chiapas.- Incluida dentro de la modalidad lingüística general correspondiente a la América Central.

## Variedades del Norte
Se presenta una característica predominante es la fricativización de /ʧ/ en  [ ʃ ]. Entre las principales características de esta zona dialectal se encuentra la presencia de los siguientes fenómenos:
- Debilitación vocálica (en algunos hablantes): una vocal final de una palabra precedida por /s/ se ensordece o enmudece.
- Cierre de vocales: /e/ > [i], /o/ > [u] al final de palabra.
- oclusiva sordas: /p/ intervocálica.[cita requerida]
- sonoridad: /g/ intervocálica G.[cita requerida]
- Sonoras: secuencia /n+g/ ɳg.[cita requerida]
- /f/ seguida de /w/ pronunciada como bilabiodental y a veces sonorizada.[cita requerida]
- Yeísmo en posición intervocálica pero no inicial.

## Variedades del Centro
Presenta la mayoría de las características casi generales del español de México. Además, al pertenecer al grupo de dialectos españoles de las tierras altas, tiende al vocalismo débil sobre todo cerca del fonema [s]. Registra asimismo elisión y haplología predominantemente vocálicas.
Presenta las características que a continuación se citan:
- Debilitación vocálica (en algunos hablantes): vocal final contigua a /s/. La /e/ es la vocal más afectada, provocando la eliminación de toda una sílaba (pues > pə̥s, necesito > nesə̥sito), o bien la falta de distinción de palabras como pesos, pesas o peces ['pesəs].
- Ensordecimiento de /e/ final en ciertos contextos: /leʧe/ > ['leʧə̥].
- Yeísmo: No existe diferencia perceptible entre la pronunciación de 'y' y 'll'; las dos se pronuncian como la palatal sonora fricativa /ʝ/ u oclusiva /ɟ/.
- Oclusivas sordas: /k/ intervocálica.
- /s/ final de sílaba: raramente se debilita; con el debilitamiento vocálico, incluso de las vocales tónicas, da a la sibilante [s] una prominencia especial.
- Sonoras: /d/ implosiva final de palabra.
- Se conserva la /ð/ en posición intervocálica, aunque existe en ciertas ocasiones (especialmente a final de palabra) el ensordecimiento de [ð] en [θ].
- No existe velarización de /n/ final.
- En el habla coloquial a veces se usa el sufijo -is para formar diminutivos, por ejemplo, caquis en vez de "caquita"; exámenes en vez de "examencito".

(México y la América central)(Zona del mar Caribe)(Zona Andina)(chile)(Zona rioplatense)

### Español del Valle de México
El hecho de que algunas voces o expresiones ya desaparecidas en el habla de España se sigan oyendo en México es la razón por la cual se ha señalado el "arcaísmo" como característica del español mexicano. Son arcaísmos respecto a España (porque en México es expresión y palabra vigente) expresiones como: se me hace (me parece), ¿qué tanto? (¿cuánto?), muy noche, dizque, donde (usado como condicional en expresiones como: «Donde se lo digas, te mato»).
Entre otras voces desaparecidas en otros países se encuentran formas de conjugar verbos, usadas por lo general en poblaciones donde no hay mucha comunicación con el exterior, a saber: truje por traje, naza por nazca (de nacer), vide por ví, traiba por traía. Incluso en la capital es común para mucha gente (la mayoría de los habitantes de los pueblos y barrios originarios y en general en el territorio de la Ciudad de México) usar una conjugación antigua del verbo hacer, haiga en vez haya, y emplear la terminación en -stes, como en hablastes o hicistes, mesmamente (por así mismo o así es), mesmo (por mismo); incluso aunque estas últimas son consideradas incorrectas, su uso en el lenguaje cotidiano alrededor del país es muy común. También la pronunciación de la H fricativa en palabras como hediondo que en el habla rural se pronuncia jediondo y el uso de adverbios arcaicos como ansina 'ansí, así'.

## Variedades del Occidente
Esta zona presenta una controversia especial, y que tradicionalmente se englobaba dentro de la zona central. Sin embargo, debido al contacto tanto con las lenguas indígenas predominantes como el huichol y la mayor presencia de grupos extranjeros, el desarrollo de esta variante dialectal se ha visto seriamente modificado, haciendo mayor hincapié en el uso de una entonación diferente del resto de la República y una pronunciación no homogénea incluso en áreas bastante aledañas. Por estos motivos, actualmente se considera con tendencia a la formación de un subgrupo independiente, posiblemente una séptima zona dialectal: Jalisco, Colima y Nayarit.
En términos generales, la zona presenta las siguientes peculiaridades:
- Debilitación vocálica (en algunos hablantes): Vocal trabada por /s/ en sílaba final.
- Cierre de vocales: /o/ y /e/ final de palabra.
- Hiato: /e/ átona final + vocal fuerte inicial de palabra.
- Oclusivas sordas: /p/ y /k/ intervocálica.
- Sonoras: /B/ o /b/ en posición intervocálica sin realizar gran diferencia.
- Sonoras: /g/ intervocálica como /G/, rasgo característico de otras zonas

de la República pero uno de los pocos distintivos de la región.
- Sonoras: secuencia n+g /ŋg/.
- Entonación

Presenta cierta tendencia a la entonación monotonal sin variación entre el objetivo de afirmación o interrogación o en conversaciones cotidianas o bitonal, cuando es alguien superior o con respeto. La melodía no sufre alteraciones de subir o bajar tonos, es por ello que se considera que los del centro tienen "canto" al hablar cuando ellos mantienen la misma melodía.

## Variedades de la Costa
Producto de las variaciones de la influencia de los grupos que fueron utilizados como esclavos y del contacto con variantes de las islas como Cuba y Puerto Rico, percibe ciertas características de las tierras bajas. Sobre todo destaca la aspiración de /s/, en algunos casos la lateralización, la omisión del fonema /d/ intervocálico y la pronunciación de /x/ como /h/,
entre otras. Guerrero, parte de esta zona y del occidente, comparte características diversas. Tanto el Pacífico como el Golfo han creado
diferencias contrastantes con el resto de la República.
Se encuentran los rasgos a continuación:
- El alófono aspirado de /s/, como sonido de /h/, presenta una frecuencia variable en estas entidades, dependiendo de la población, aunque se presenta en todo caso, con características como las siguientes:

a) Ante pausa; poco frecuente.
b) Ante consonante nasal; frecuencia media o alta.
c) Seguida de oclusiva sorda en interior de palabra; frecuencia alta.
d) Seguida de oclusiva sorda inicial; frecuencia media.
e) Ante consonante sonora; frecuencia media o alta.
f) Final de palabra; casi siempre presente.
- Yeísmo rehilado en algunos hablantes que pronuncian la consonante fricativa post alveolar sonora [ʒ] aunque esta característica está desapareciendo.
- Cierre de vocales: /e/ final de palabra.
- Sonoras: /g/ intervocálica puede no variar [g] o pronunciarse como en otros casos [ɣ].

## Variedades del Oriente

### Español yucateco
Artículo: Español Yucateco
Con la gran maya, esta variante dialectal no obedece al español "promedio" como se ha mostrado en las otras variantes las diferencias pudieran llegar a ser poco notorias. Siendo una zona que sigue manteniendo el idioma o lengua madre principal como el maya yucateco, la aspiración, la velarización y la omisión de ciertas consonantes son actos reflexivos normales que demuestran esta influencia que así mismo se diferencia de los demás acentos del español mexicano.
Comparte las siguientes características con otras zonas:
- Debilitamiento vocálico (en algunos hablantes): Vocal final adyacente a /s/.
- Cierre de vocales: /e/ final de palabra.
- Sonoras: secuencia /n+b/= /mb/.

Como rasgos distintivos se encuentran:
- Hiatos: /i/ tónica + vocal
- Consonantes implosivas: /k/, /t/ y /p/, producto de la influencia del maya al presentar una pequeña pausa antes de pronunciar el siguiente fonema para diferenciar entre una palabra u otra.
- Aspiración del fonema /x/: Pronunciación aspirada del fonema /x/, pronunciado como [h].
- /m/ final: Tendencia hacia la inclusión de /m/ final en toda nasal final, sobre todo en las nuevas generaciones.
- Yeísmo: Debilitamiento del fonema /ʝ/.
- /s/ intervocálica: Se aspira en [h] o elide.
- Encadenamiento de /s/ finalmente: Al final de palabra, suele resilabificarse o encadenarse a la vocal siguiente de otra palabra.
- Vocales: Vocalización fuerte y no se presentan reducciones de ningún tipo.
- Oclusivas sordas: Aspiración de las mismas.
- Saltillo o contracción glotal: Se produce entre palabras como reflejo de la lengua maya.
- Bilingüismo: Además de las características antes descritas como producto de ambas lenguas: maya y español.
- /B, G, D/: Variación en su pronunciación a una pronunciación oclusiva a diferencia de las variantes dialectales generales.
- Se tiende a alargar las vocales como sucede en el maya como recurso para diferenciar entre una u otra palabra.

## Variedades de Chiapas
Este estado es el punto de convergencia entre las variantes conservadoras, la influencia centroamericana y las innovaciones léxicas del resto de la República Mexicana. Su situación de aislamiento ha permitido que el origen del español de hace más de cinco siglos permanezca en ciertas regiones. Parecido al español de Centroamérica, Chiapas es el ejemplo del producto de culturas (andaluza, sefaradi, indígena y, en menor grado, también africana), bastante diferentes pero que no han podido modificar su estructura fonética del todo.
Sus rasgos distintivos son:
- /s/ final aspirada: Se pronuncia como el fonema /h/, más marcado que en la costa de la República. Su conservación se debe a la influencia andaluza, debido al establecimiento de colonias de este origen en el área chiapaneca.
- El uso del voseo que es un fenómeno lingüístico dentro de la lengua española, en el que se emplea el pronombre «vos» junto a ciertas conjugaciones verbales particulares para dirigirse al interlocutor en lugar de emplear el pronombre «tú» en situaciones de familiaridad.
- Cierre de vocales: /o/ final de palabra, característica que comparte con otras zonas dialectales.
- Hiatos: /í/ tónica+vocal
- Palatales: Llegan a pronunciarse en zonas altas como /N/, debido a la influencia de la costa.
- Vibración: La pronunciación de /r/ tiende a la vibración múltiple.

La diferencia fonética entre "r" y "rr" puede no ser tan clara como en la variante central. Comparte esta característica con el castellano peninsular y Centroamérica.
- Yodización: La presencia de la semivocal [j] antes de consonantes oclusivas se considera como un fenómeno vulgar [AsejtAr]. Es por ello, que en clases medias este fonema llega a cambiar a una /k/ para evidenciar la diferencia [AsektAr].
- Geminación: Se puede presentar como producto de la asimilación de una consonante subsiguiente en el caso de las oclusivas sordas, al repetir ese mismo segmento.
- /b/, /d/ y /g/: No sufre variación de alófonos ni indicios de asimilación o neutralización.
- Aspiración de j: Pronunciación como /h/ siguiendo el modelo del inglés. Evita el alófono suave /x/ como en el centro de México.
- Aspiración de /s/: Considerada como signo de educación deficiente, bajo nivel educativo o falta de conocimiento. Practicado en clases bajas solamente a diferencia de América del Sur.
- Ceceo: Considerado como vulgarismo aunque suele presentarse en la zona cercana a la frontera con Guatemala.

### Español de La Fraylesca
El fraylescano es un dialecto del español que se habla en el centro de Chiapas y ciertas partes de la frontera de este estado mexicano con Guatemala. Donde se ha preservado más puro es en La Fraylesca, debido al aislamiento prolongado de esta región. Recientemente se le comenzó a llamar lengua fraylescana porque fue en la ciudad de Villaflores, Chiapas el lugar de su descubrimiento y que de acuerdo con el escritor Eraclio Zepeda la Fraylesca es la heredera directa del habla de Chiapa de Corzo, que está montada sobre la antigua lengua chiapaneca.
Se dice que el ladinio o fraylescano está emparentado con el español centroamericano, sin embargo debido a los siglos de aislamientos, presenta una serie de arcaísmos y localismos que lo hacen diferenciarse del Español moderno, que incluso en algunos casos es incomprensible para un hispanoparlante.
Este dialecto ha sido muy poco estudiado y se encuentra en vías de extinción, debido a que es mal visto y despreciado por la sociedad chiapaneca, por lo que hablarlo puede ser motivo de vergüenza, de burlas y segregación. 
Por ejemplo, el 7 de agosto de 1915, un señor de apellido Cal y Mayor [probablemente un gobernador en 1921], envío una circular rubricada donde señalaba lo siguiente: “Existe actualmente en el Estado [se refiere a Chiapas] una degeneración muy marcada en el idioma nacional, no sólo por la pobreza extraordinaria del lenguaje, sino también por el deplorable número de voces y construcciones incorrectas”. Relatos como estos daban la sensación de que en Chiapas se hablaba un pésimo castellano o el peor español del mundo, sin darse cuenta de que en realidad se trata de una variación lingüística, de un dialecto del español. También en Chiapas, son comunes estos arcaísmos en las poblaciones indígenas, cuya lengua materna no es el español.